# Державний кордон Туркменістану

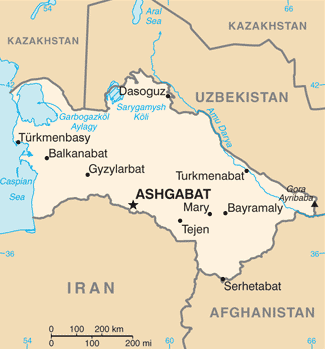
Карта Туркменістану

Державний кордон Туркменістану — державний кордон, лінія на поверхні Землі та вертикальна поверхня, що проходить по цій лінії, що визначають межі державного суверенітету Туркменістану над власними територією, водами, природними ресурсами в них і повітряним простором над ними.

## Сухопутний кордон
Загальна довжина кордону — 4158 км. Туркменістан межує з 4 державами. Уся територія країни суцільна, тобто анклавів чи ексклавів не існує.
Ділянки державного кордону
| Держава    | Ділянка         | Довжина (км) | Прикордонні регіони | Примітки |
| ---------- | --------------- | ------------ | ------------------- | -------- |
| Афганістан | південний схід  | 804          |                     |          |
| Іран       | південь         | 1148         |                     |          |
| Казахстан  | північний захід | 413          |                     |          |
| Узбекистан | північ і схід   | 1793         |                     |          |

Країна не має безпосереднього виходу до вод Світового океану, на заході омивається водами внутрішнього Каспійського моря і має вихід до Азовського моря через систему Волги й Дону. Довжина узбережжя внутрішнього Каспійського моря — 1768 км.